# Dennis Mortimer
Pour les articles homonymes, voir Mortimer.
Dennis Mortimer, de son nom complet Dennis George Mortimer, est un footballeur anglais né le 5 avril 1954 à Liverpool. Il évoluait au poste de milieu offensif.

## Biographie
Dennis Mortimer commence sa carrière en 1969 au sein de Coventry City.
Après sept saisons sous les couleurs de Coventry, il rejoint Aston Villa en 1975,.
Avec Aston Villa, il remporte la Coupe de la Ligue anglaise en 1977,.
Le club est sacré Champion d'Angleterre en 1981.
Aston Villa remporte la Coupe des clubs champions lors de la campagne 1981-1982. Mortimer en tant que capitaine soulève le trophée après une victoire 1-0 contre le Bayern Munich en finale,.
Il remporte la Supercoupe de l'UEFA 1982,.
Mortimer est prêté au Sheffield United en 1985,.
Il quitte Aston Villa et évolue successivement au Brighton & Hove Albion et au Birmingham City,.
Après des passages dans des clubs des divisions inférieures anglaises comme le Kettering Town et le Redditch United (en), il raccroche les crampons,.

## Palmarès
| Aston Villa - Coupe des clubs champions (1) : - Vainqueur : 1981-82. - Supercoupe de l'UEFA (1) : - Vainqueur : 1982. - Championnat d'Angleterre (1) : - Champion : 1980-81. - Coupe de la Ligue anglaise (1) : - Champion : 1976-77. - Charity Shield (1) : - Champion : 1981. |